# Mana (일본의 가수)

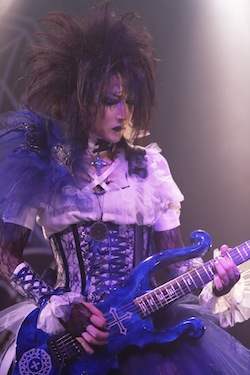

Mana(마나)는 일본의 기타리스트이자 음악 프로듀서이다. 현재 활동 정지중인 비주얼계 밴드 MALICE MIZER와 현재 활동중인 프로젝트 밴드 Moi dix Mois의 리더. 통칭 Mana様(님)

## 인물
고딕 앤 로리타 패션 매니아들에게 상당히 유명한 인물. Mana 본인도 고딕 앤 로리타 패션을 좋아해 패션 브랜드 Moi-même-Moitié(뫄-메므-뫄띠에)를 론칭하여 기획 및 디자인을 직접 맡아 운영중이다. 대중매체 노출시 TV 출연만은 본인이 말을 하지 않는다는 설정때문에 밴드 멤버들을 통해 말을 전달한다. 참고로 잡지 인터뷰 시엔 본인이 직접 말한다. 청바지, 운동화등 캐쥬얼적인 패션 아이템들을 가지고 있지 않다. 집 근처에 있는 편의점에 갈 때도 드레스 등 고딕 패션 아이템을 착용하고 나간다. 비디오 게임을 좋아한다. 특히 레이싱 게임을 좋아하는데, 레이스 자체보다는 게임 속 CG로 재현된 도로나 상점들이 늘어선 거리의 배경 등을 보면서 한가롭게 노는 것을 좋아한다고 한다. 덧붙여 애독하고 있는 잡지는 패미통이다. 히로시마현 출신. 고등학교 음악 교사였던 아버지의 영향으로 어렸을 때부터 클래식 음악을 접하며 자라왔기 때문에 음악 활동에 있어 클래식 음악이 큰 비중을 차지한다.

## 약력
- 1992년 8월, 아르바이트를 하다가 알게 된, Kozi와 MALICE MIZER 결성
- 1997년, 일본 콜럼비아와 계약, 메이저 데뷔
- 2001년 12월 11일, MALICE MIZER 활동 정지
- 2002년 3월 19일, Moi dix Mois 활동 시작(Mana의 생일)
- 2008년 5월, DefSTAR RECORDS 소속 아티스트인 와케시마 가논(分島花音)의 데뷔 싱글을 프로듀스.

## 같이 보기
- MALICE MIZER
- Gackt
- 와케시마 카논